# Associazionismo
L'associazionismo è una corrente psicologica derivata dall'empirismo del XVII e XVIII secolo, la quale ipotizza che ogni evento psichico complesso derivi da elementi psichici più semplici, i quali sono "associati" fra di loro.

## Aspetti teorici
Secondo l'Elementarismo: ogni aspetto psichico complesso, quale la lettura, la comprensione, la coscienza, la memoria, l'intelligenza, è da ricondursi ad "elementi di base", i quali sono per loro natura non più semplificabili. In altre parole, viene utilizzata un'analogia funzionale con il concetto di atomo: un'unità strutturale non ulteriormente scomponibile.
L'associazionismo ha aspetti di analogia teorica con l'interpretazione neurofisiologica di Ivan Pavlov e con la riflessologia.

## Esponenti principali
Le ricerche di Hermann Ebbinghaus sulla memoria presuppongono un assetto teorico associazionista. Il numero di ripetizioni atte alla memorizzazione di parole senza senso (senza una semantica ascrivibile al contesto sociale e culturale della persona sottoposta all'esperimento) e ad una loro conseguente reminiscenza, presuppone un'associazione fra loro.
Il connessionismo di Edward Lee Thorndike presuppone un'associazione stimolo-risposta. Per Thorndike ogni forma di apprendimento avviene su associazioni fra stimoli ambientali e risposte comportamentali.

### Leggi associative
Secondo Thorndike esistono leggi associative ben definite; esse sono:
- Legge di Frequenza: più si presenta lo stimolo, maggiore sarà l'apprendimento
- Legge di Contiguità: minore è l'intervallo di tempo fra stimolo e risposta, maggiore sarà l'apprendimento
- Legge dell'Effetto: se lo stimolo produce una risposta che produce un nuovo comportamento simile al precedente, l'apprendimento sarà maggiore.

### L'Effetto alone
Effetto alone è un termine coniato da Thorndike per designare un atteggiamento psicologico consistente nella tendenza automatica, durante la valutazione di una persona, ad associare ad una qualità positiva - ad esempio, la bellezza fisica - altri aspetti positivi privi di reali correlazioni con quella qualità - come la simpatia, l'intelligenza, la competenza o l'affidabilità. Lo si può considerare un importante e diffusissimo esempio di bias operato su basi euristiche.